# Sárgáslemezű fülőke
A sárgáslemezű fülőke (Gymnopus ocior) az Omphalotaceae családba tartozó, Európában és Észak-Amerikában honos, lomb- és fenyőerdőkben élő, nem ehető gombafaj.

## Megjelenése
A sárgáslemezű fülőke kalapja 1,5-7 cm széles, alakja fiatalon domború, majd laposan kiterül, közepe néha benyomott. Széle nem vagy alig bordázott, idősen hullámos lesz. Higrofán: nedvesen színe sötét vörösbarna (fiatalon néha feketésbarna) vagy vörösessárga, széle gyakran halványabb; megszáradva okkerszínűre, sárgásokkeresre kifakul.
Húsa vékony, fehéres vagy halványsárgás színű. Szaga fanyar, íze nem jellegzetes, olykor fanyar-kesernyés.
Közepesen sűrű lemezei tönkhöz nőttek vagy felkanyarodók. Színük fiatalon fehéres, majd krémszínű, sárgás.
Tönkje 2-7 cm magas és 0,2-0,6 cm vastag. Alakja hengeres, töve kissé megvastagodott. Felszíne sima, töve finoman szőrös. Színe halványbarna vagy sárgásbarna, a csúcsa világosabb.
Spórapora fehér. Spórája hosszúkás ellipszoid, áttetsző, mérete 4,5-6 x 2,5-4 μm. 

### Hasonló fajok
A rozsdásszárú fülőke, a sárgalemezű fülőke, a rózsásmicéliumú fülőke, a borzastönkű fülőke hasonlít hozzá.

## Elterjedése és termőhelye
Európában és Észak-Amerikában honos. Magyarországon ritka.
Lombos és tűlevelű erdőkben található meg kisebb csoportokban a humuszban gazdag talajon vagy növényi korhadékon, törmeléken. Júniustól októberig terem. 

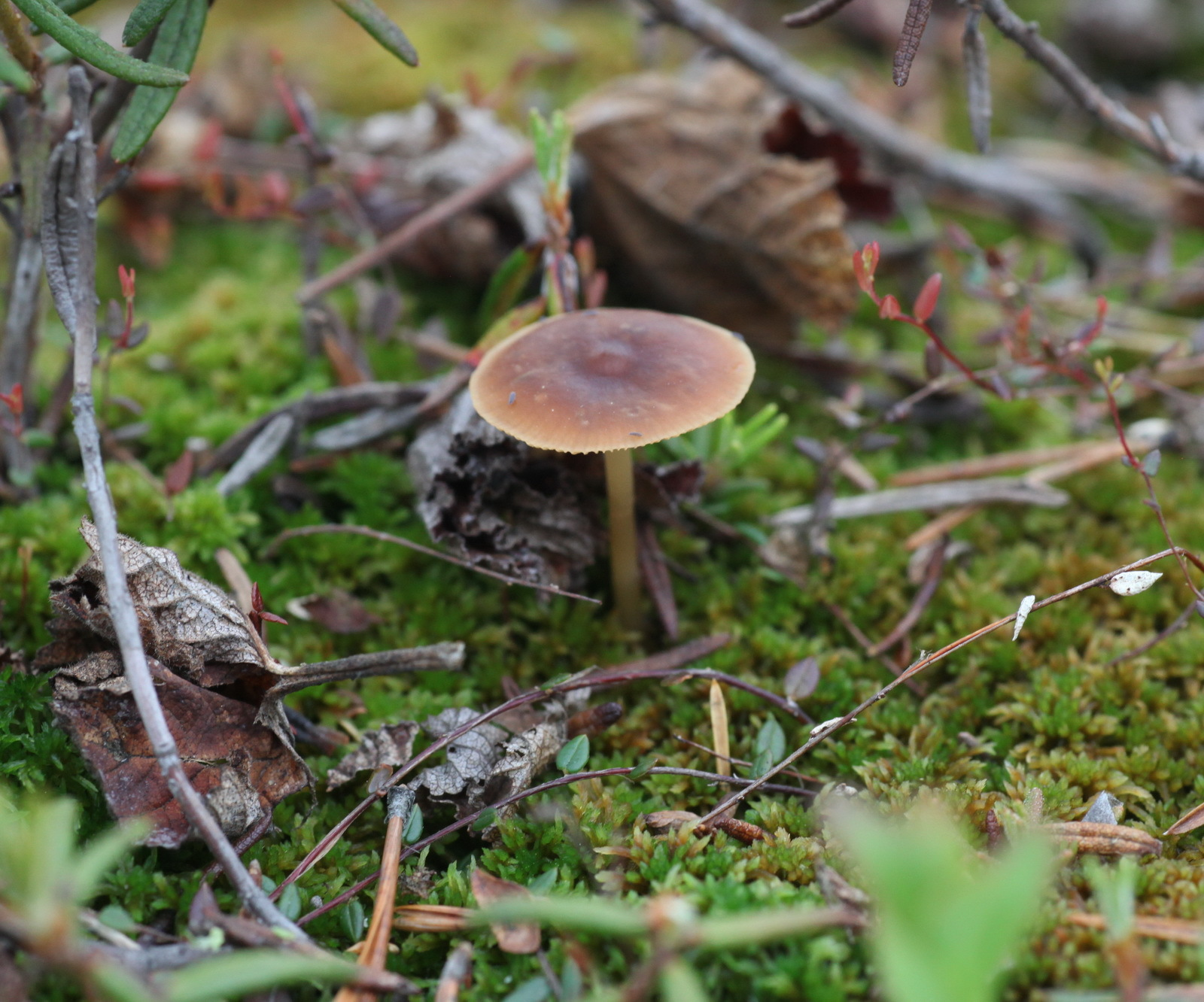
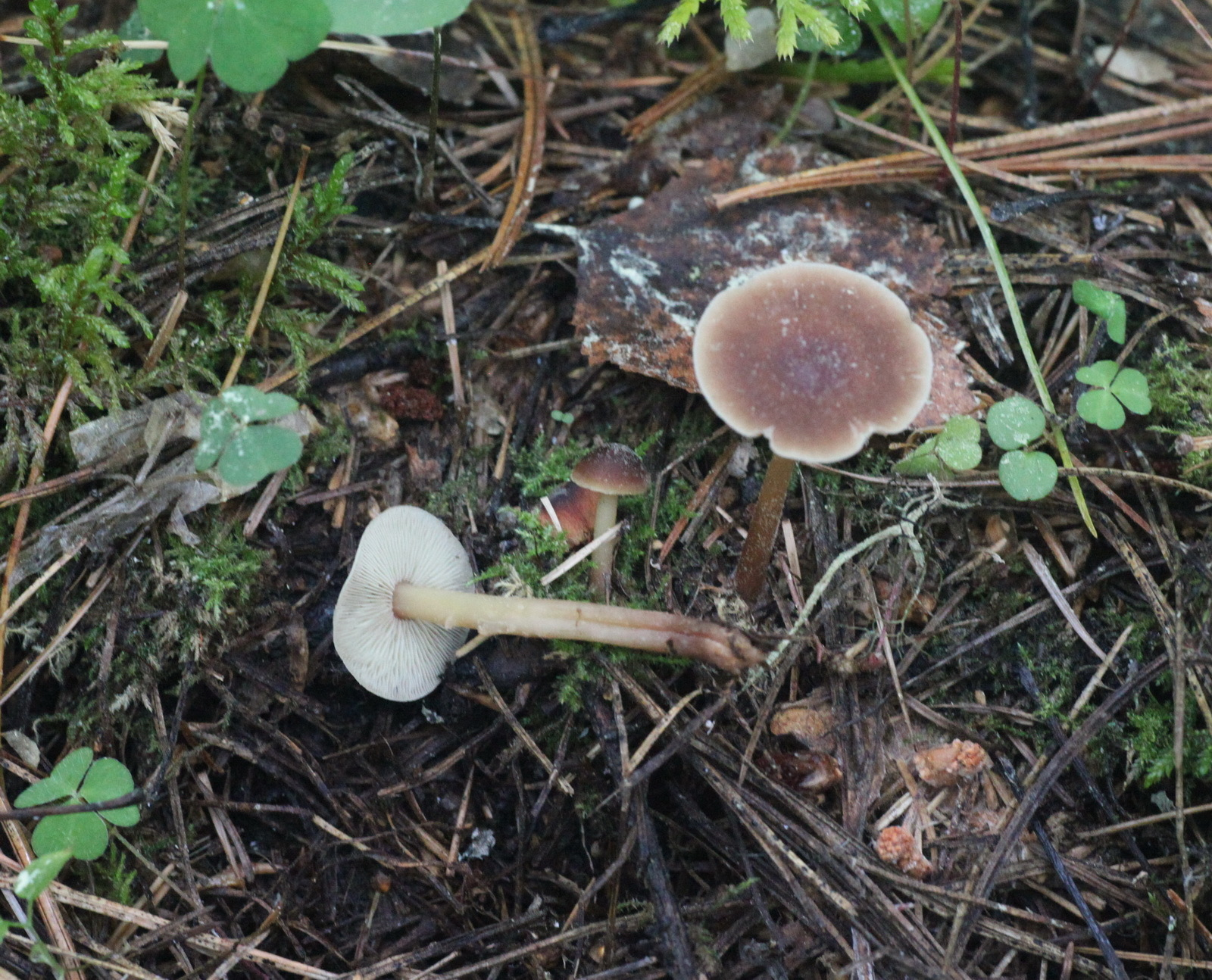
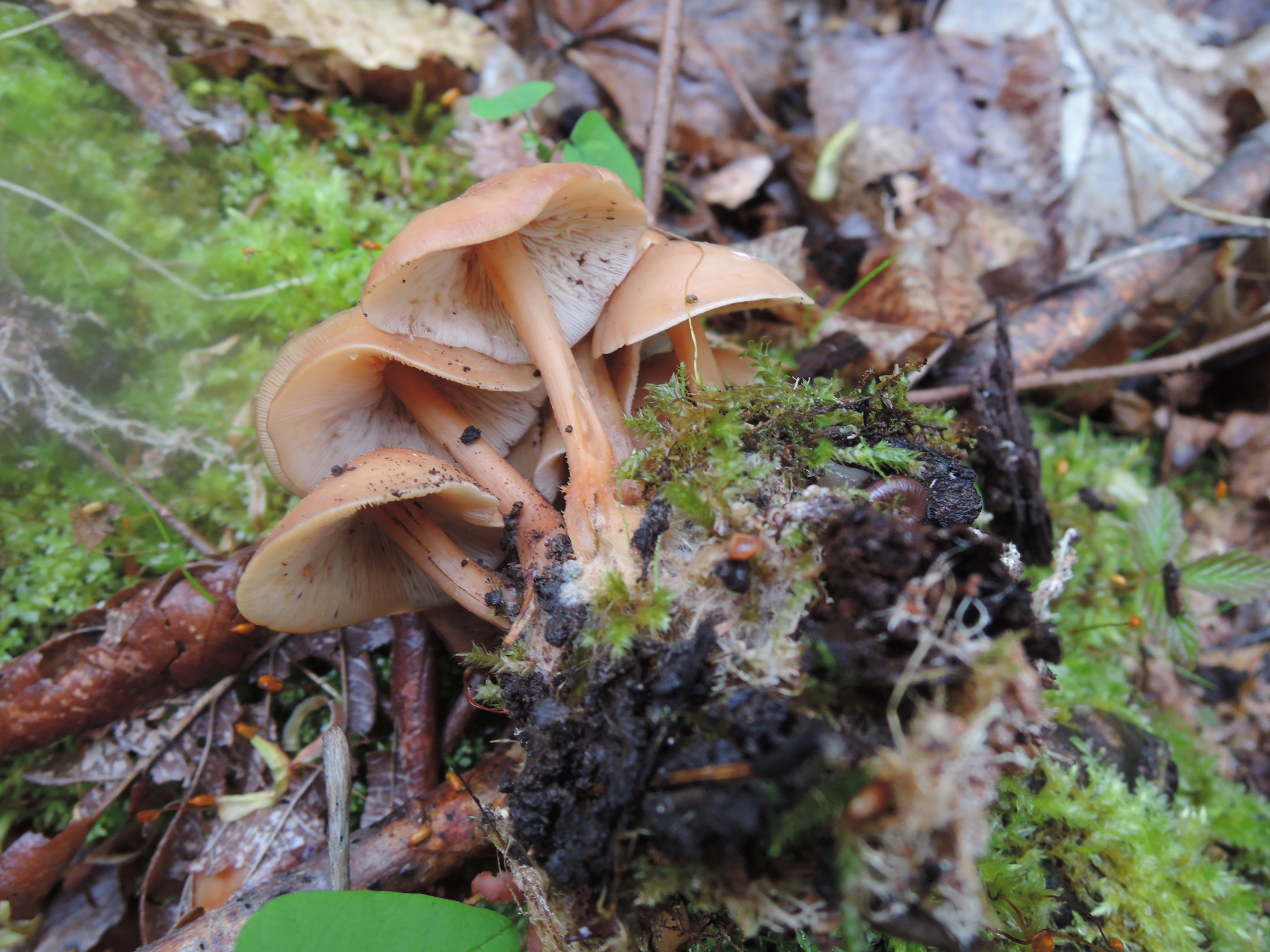
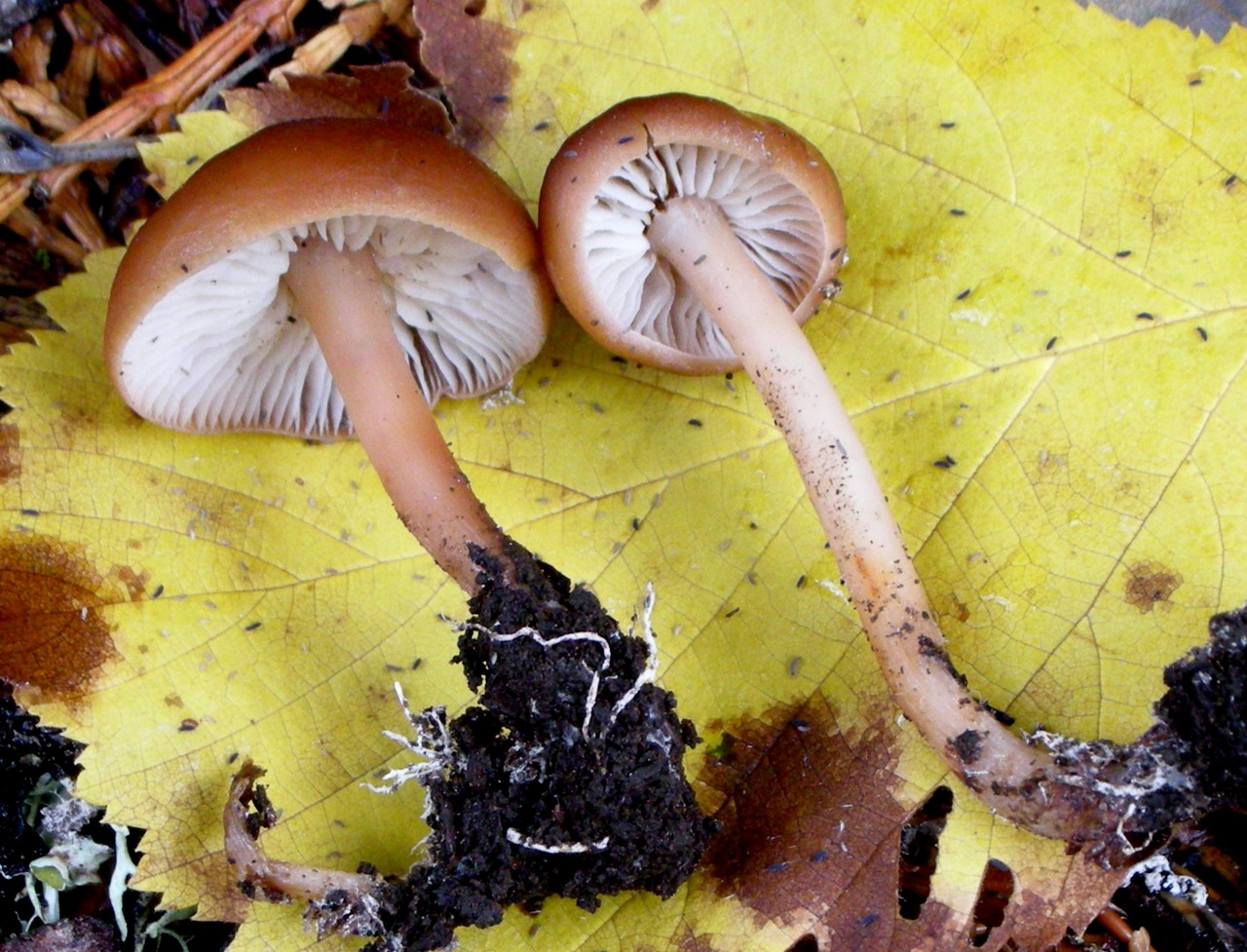
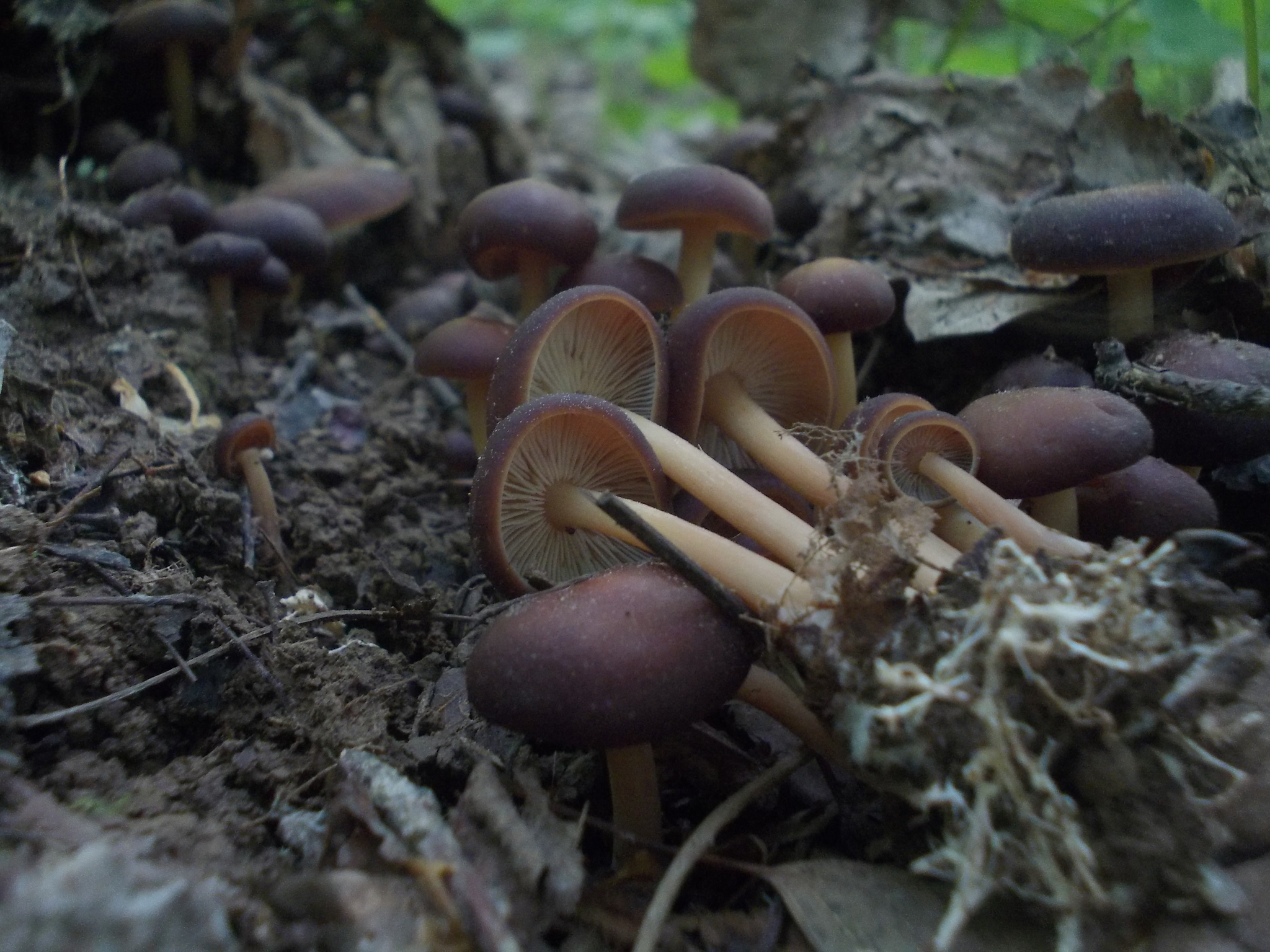

Nem ehető. 